# Twórczość chorych psychicznie

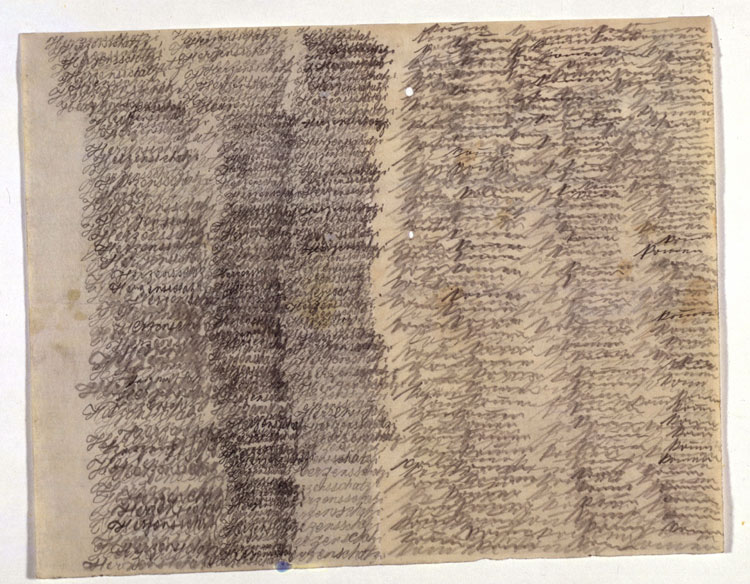
Listy schizofreniczki Emmy Hauck do męża znajdujące się w kolekcji Prinzhorna bywają oceniane w kategoriach sztuki

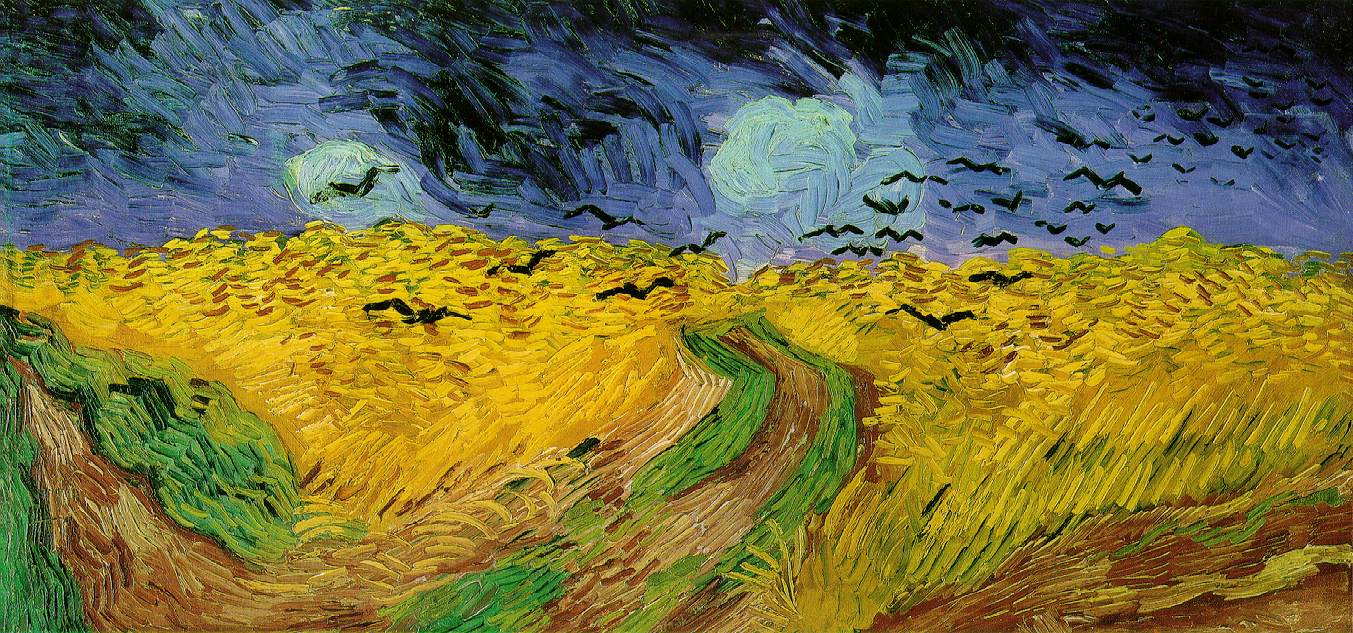
Karl Jaspers analizował dzieła Vincenta van Gogha pod kątem objawów schizofrenii

Twórczość chorych psychicznie – pojęcie określające całokształt dzieł tworzonych przez osoby zdradzające trwałe lub przejściowe zaburzenia psychicznie, przede wszystkim pacjentów ze schizofrenią. Twórczość ta jest przedmiotem zainteresowania lekarzy psychiatrów i psychologów, traktujących ją jako cenne uzupełnienie dokumentacji stanu psychopatologicznego pacjenta, a także historyków sztuki i artystów, doszukujących się w niej wartości artystycznych i nowych form ekspresji artystycznej. Inne określenia tej sztuki to „sztuka schizofreniczna”, „sztuka psychopatologiczna”, ang. artistic self-expression, niem. schizophrenische Bildnerei (Prinzhorn), zustandsgebundene Kunst (Navratil). Antoni Kępiński proponował stosowanie szerokiego, niewartościującego określenia „schizofreniczna ekspresja plastyczna”, obejmującego różnorodne formy ekspresji pacjentów, w tym zarówno te bezwartościowe jak i cenne pod względem wartości artystycznych.
Zainteresowanie sztuką chorych psychicznie rozpoczęło się równolegle z powstaniem nowoczesnej psychiatrii, w pierwszych latach XX wieku. Ernst Kretschmer pisał, że chcąc poznać „pełnię wewnętrznego życia w schizofrenii, należy studiować nie żywoty wieśniaków, lecz poetów i królów cierpiących na tę chorobę”. Kępiński pisze o schizofrenii artystycznej, określając tym pojęciem obraz choroby u osób w okresie przedchorobowym wyróżniających się wybitną inteligencją, wyobraźnią i uzdolnieniami artystycznymi. 
Cenną kolekcję dzieł pacjentów hospitalizowanych w szpitalach psychiatrycznych Europy i Japonii zebrał Hans Prinzhorn. Kolekcję Prinzhorna odkrył po II wojnie światowej Jean Dubuffet, który stworzył pojęcie Art Brut. W 2002 roku w Heidelbergu powstało Muzeum Prinzhorna.
W kazuistyce psychiatrycznej przywołuje się zarówno dzieła nieznanych pacjentów, czasem odkrytych po ich śmierci, jak większość z wystawianych w Muzeum Prinzhorna dzieł; z drugiej strony, analizuje się dzieła wybitnych artystów, u których stwierdzono lub podejrzewano zaburzenia psychiczne. Przykładem może być twórczość Vincenta van Gogha, w której Karl Jaspers doszukiwał się cech zdradzających objawy schizofrenii. Odrębnym zagadnieniem jest twórczość niespontaniczna, powstająca w ośrodkach opieki zdrowotnej w ramach terapii zajęciowej. Rzadko jest ona wysoko oceniana w kategoriach sztuki, natomiast odgrywa dużą rolę w leczeniu pacjentów i pomaga im powrócić do funkcjonowania w społeczeństwie.

## Artyści
- Adolf Wölfli
- Anton Heinrich Müller
- Louis Wain
- Bryan Chamley
- Oswald Tschirtner
- August Walla
- Edmund Monsiel
- Emma Hauck